# All or Nothing (Fat Joe)
All or Nothing è il sesto album del rapper statunitense Fat Joe, pubblicato nel 2005 dalla Atlantic Records.
I singoli sono: So Much More, Get It Poppin', Lean Back e Hold You Down.
La traccia My Fofo è un diss a 50 Cent.

## Tracce
1. Intro – 3:37 – Streetrunner
2. Does Anybody Know – 4:41 – The Runners, DJ Nasty & LVM
3. Safe 2 Say (The Incredible) – 4:01 – Just Blaze
4. So Much More – 3:58 – Cool & Dre
5. My Fofo – 3:55 – Cool & Dre
6. Rock Ya Body – 3:52 – Cool & Dre
7. Listen Baby (featuring Mashonda) – 3:35 – Swizz Beatz
8. Get It Poppin' (featuring Nelly) – 3:25 – Scott Storch
9. Temptation Part I – 3:25 – DJ Khaled
10. Temptation Part II – 4:12 – DJ Khaled
11. Everybody Get Up – 4:20 – Timbaland
12. I Can Do U – 3:37 – Cool & Dre
13. So Hot (featuring R. Kelly) – 3:27 – Cool & Dre
14. Lean Back (Remix featuring Ma$e, Eminem, Remy Ma & Lil Jon) – 4:50 – Lil Jon, Eminem, Scott Storch
15. Beat Novacane – 3:44 – DJ Khaled
16. Hold You Down (featuring Jennifer Lopez) – 4:32 – Streetrunner